# Daramulunia tenella
Daramulunia tenella är en spindelart som först beskrevs av Ludwig Carl Christian Koch 1872.  Daramulunia tenella ingår i släktet Daramulunia och familjen krusnätsspindlar. Inga underarter finns listade i Catalogue of Life.